# Calliptamus cyrenaicus
Calliptamus cyrenaicus är en insektsart som beskrevs av Nicholas David Jago 1963. Calliptamus cyrenaicus ingår i släktet Calliptamus och familjen gräshoppor. Inga underarter finns listade i Catalogue of Life.